# جوسيف فاغنر
جوسيف فاغنر (بالألمانية: Josef Wagner)‏ هو سياسي ألماني، ولد في 12 يناير 1899 في فرنسا، وتوفي في 2 مايو 1945 ببرلين في ألمانيا. حزبياً، نشط في الحزب النازي. وقد انتخب عضو مجلس النواب الألماني من ألمانيا النازية وانتخب عضو مجلس النواب الألماني للجمهورية فايمار.

## روابط خارجية
- جوسيف فاغنر على موقع مونزينجر (الألمانية)